# Pierre Esquié
Pierre Joseph Esquié (né à Toulouse le 24 mai 1853 et mort  le 16 janvier 1933) est un architecte français. Grand prix de Rome, il a surtout œuvré dans sa région natale et dans le Sud-Ouest de la France en général.

## Biographie
Il est le fils de l'architecte en chef de la ville et architecte diocésain de Toulouse Jacques-Jean Esquié (1817-1884) qui a travaillé avec Eugène Viollet-Le-Duc à la restauration de la Basilique Saint-Sernin. En 1872, il est admis à l'École nationale supérieure des beaux-arts de Paris, où il est l'élève de Honoré Daumet. Il expose au Salon des artistes français dès 1881 et y obtient en 1887 une médaille de 2e classe puis une médaille de 1re classe en 1889. Après avoir été une première fois logiste, il remporte le premier grand Prix de Rome en 1882. Il fréquente l'académie de France à Rome (alors située dans la Villa Médicis) à Rome de janvier 1883 à décembre 1886, où il fait des envois représentant la villa d'Hadrien à Tivoli. Revenu en France, il répond à plusieurs concours et commandes publiques dans le Sud-Ouest de la France.
Il remporte une médaille d'argent à l'Exposition universelle de 1900 dont il est membre du jury.
Il devient professeur à l'École nationale supérieure des beaux-arts où il reprend l'ancien atelier de son professeur (atelier Daumet-Esquié). Il est l'auteur d'un traité d'architecture.

## Principales réalisations
- 1882 : Carbonne - (Haute-Garonne) halle aux marchands
- 1892 : Toulouse - Haute Garonne - aménagements de la galerie des Illustres au capitole de Toulouse avec Paul Pujol[2]
- 1894 : Dax - (Landes) Casino et Thermes détruits en 1926
- 1895 : Toulouse - Palais des Arts et des Sciences industrielles, actuel Institut supérieur des arts de Toulouse
- 1896 : basilique Sainte Germaine de Pibrac (Haute-Garonne)
- 1911 : Rochefort (Charente-Maritime) - gare de Rochefort (France) - SNCF inscrite aux  Monument historique[3]
- 1922 : La Rochelle - Gare de La Rochelle-Ville - SNCF inscrite aux Monument historique[4],[5]
- 1911 : Entre Royan et Saint-Jean-d'Angély pour la Compagnie des chemins de fer de l'État, construction de 6 gares[6].

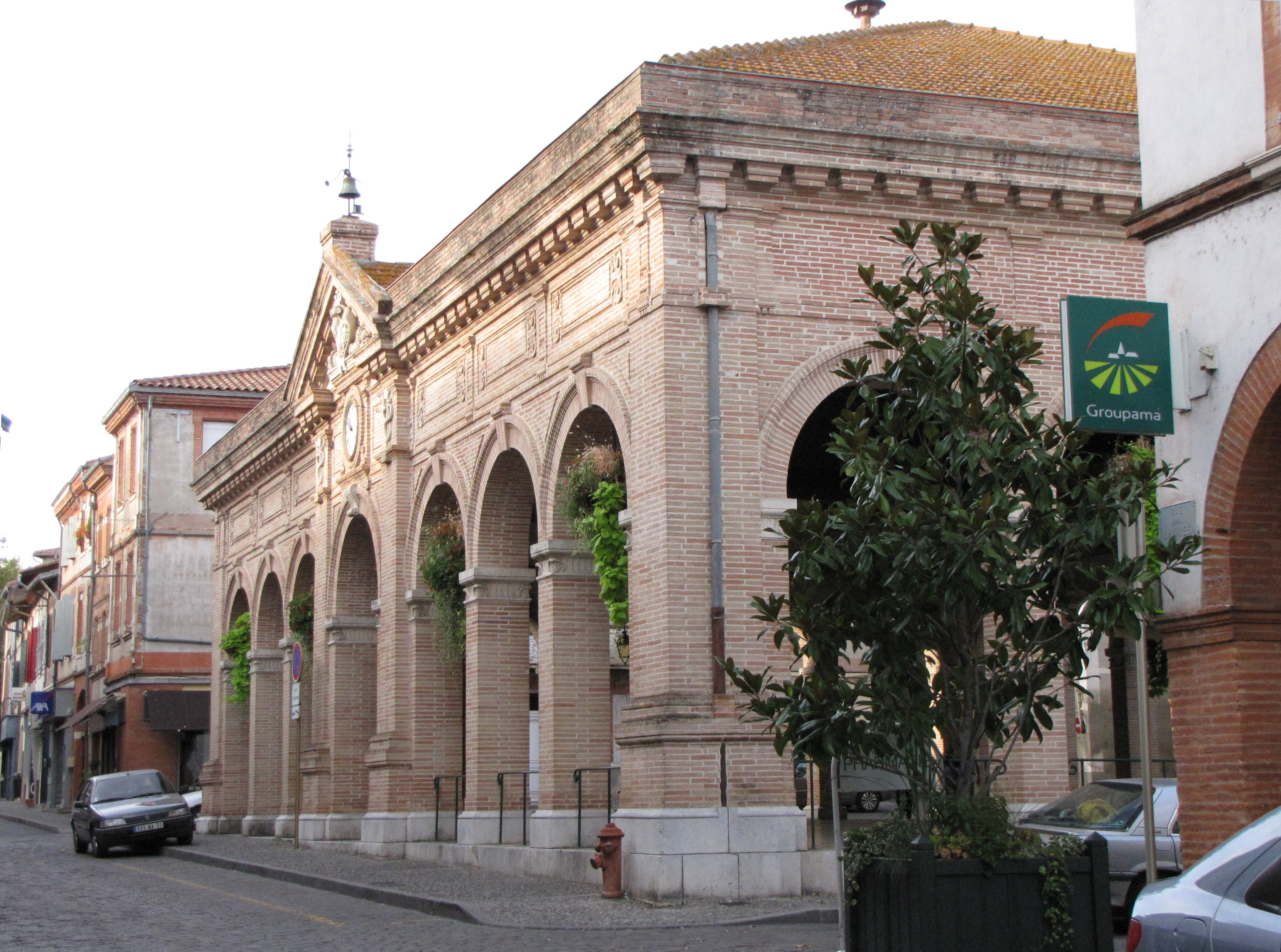
La halle de Carbonne
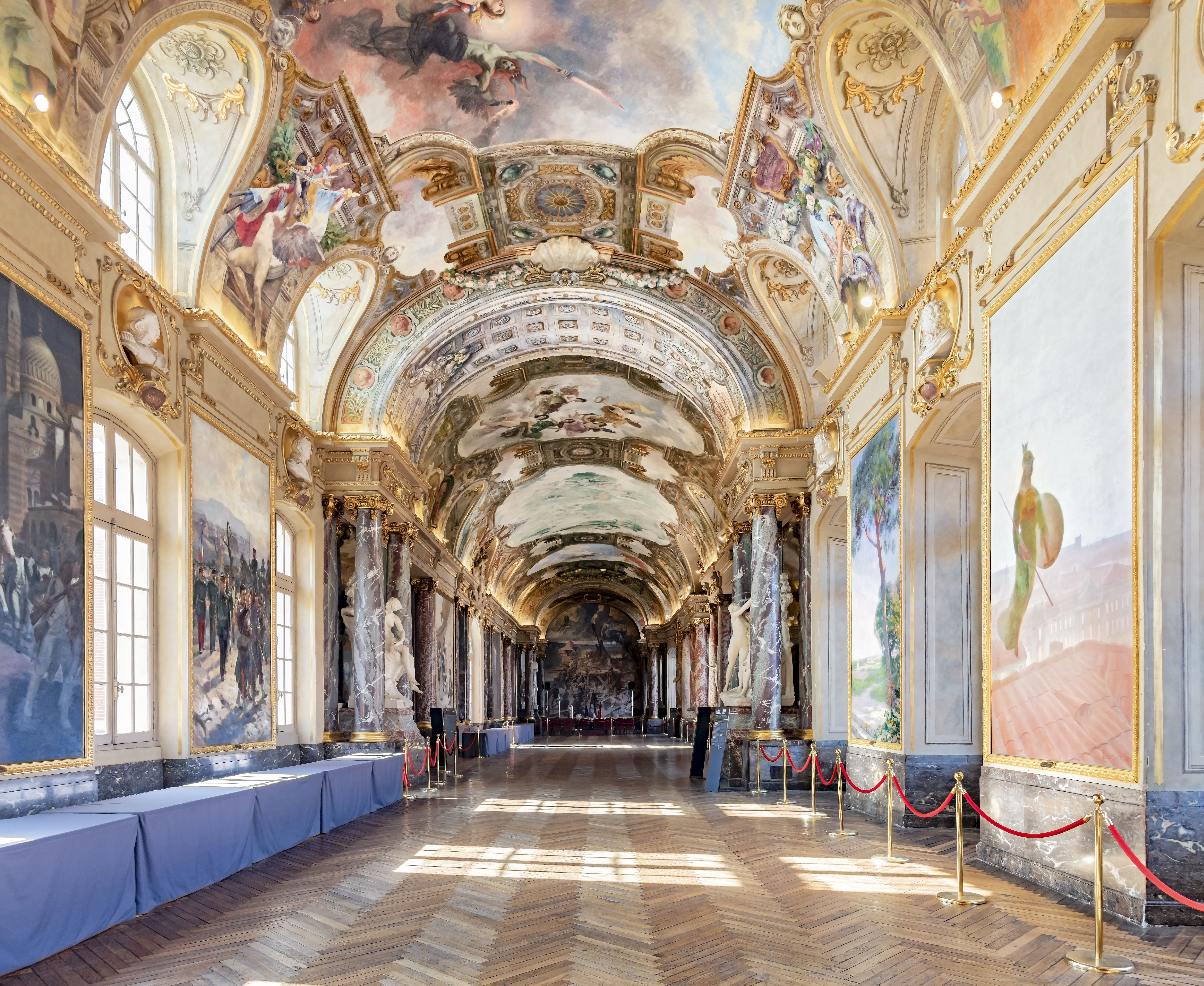
Salle des Illustres au Capitole de Toulouse
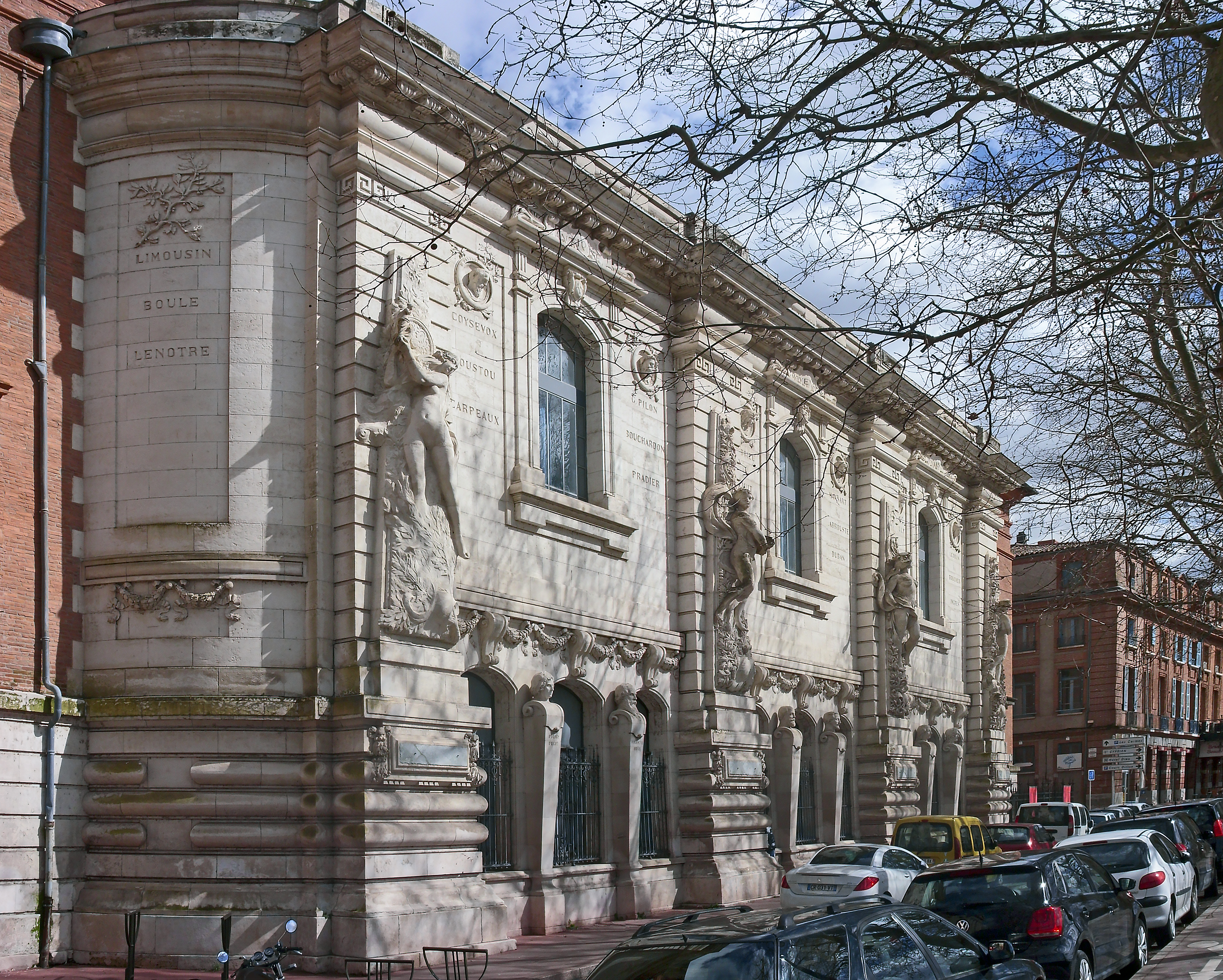
Façade de Ecole supérieure des beaux-arts de Toulouse
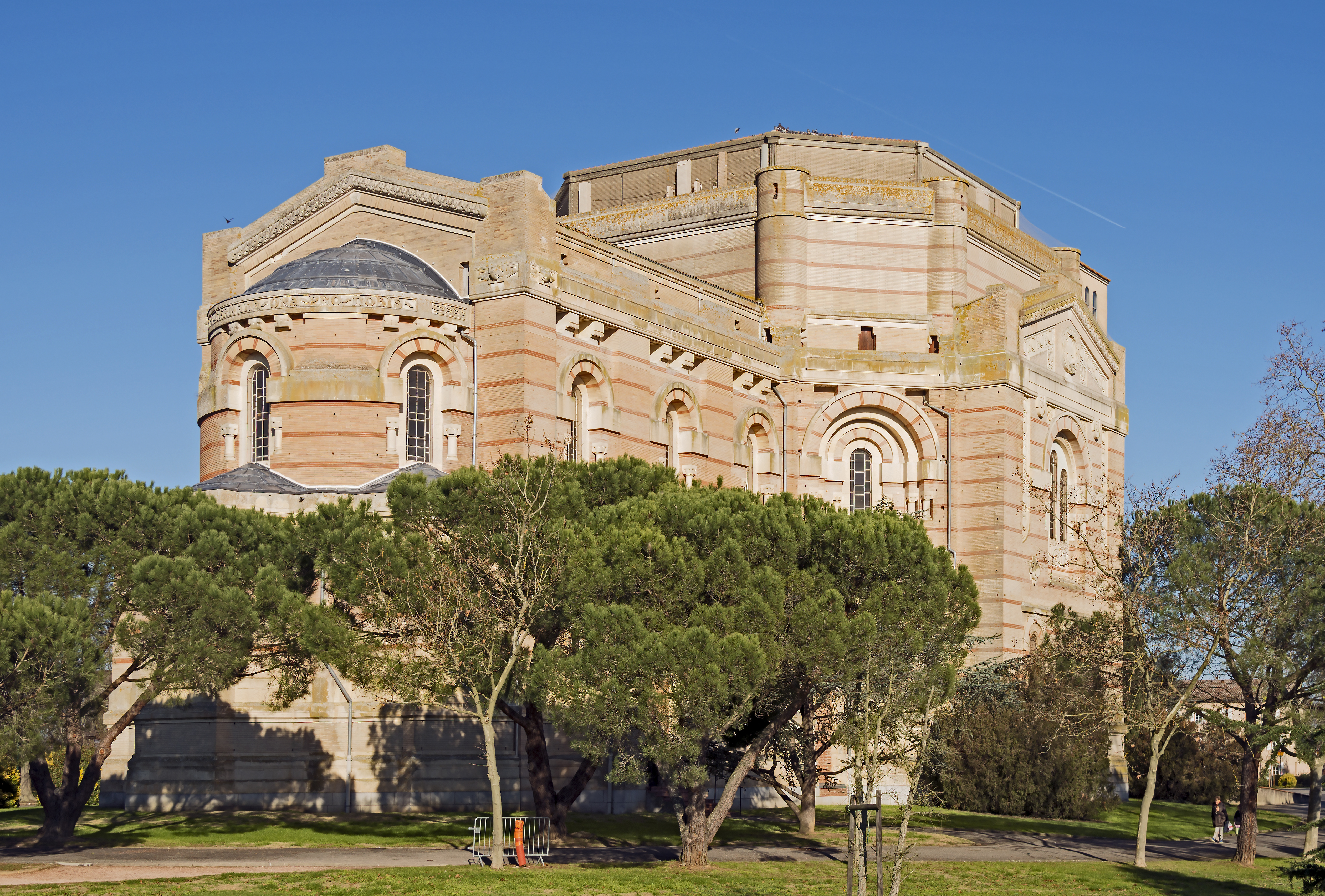
Basilique de Sainte-Germaine de Pibrac
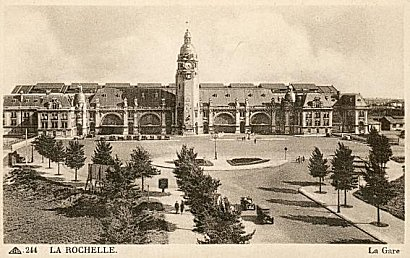
Gare de La Rochelle-Ville au début du XXe siècle
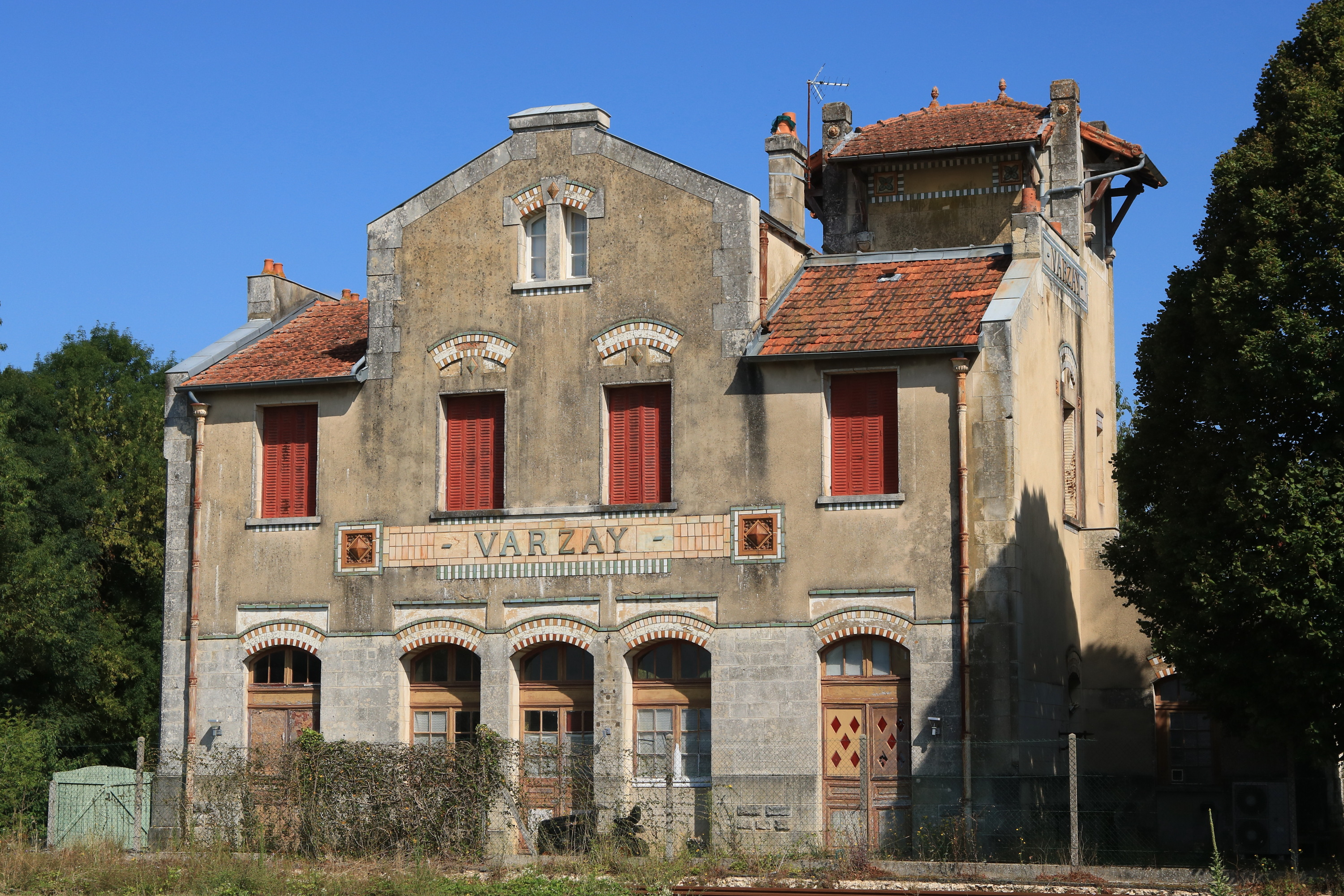
Ancienne gare de Varzay.

## Ouvrage de l'architecte
- Traité élémentaire d'architecture, comprenant l'étude complète des cinq ordres, le tracé des ombres et les premiers principes de construction, éd. Schmid, 1897, rééd. Ch. Massin & Cie, 2000

## Récompense et distinction
- Chevalier de la Légion d'honneur